# Sam Lidman (1824–1897)

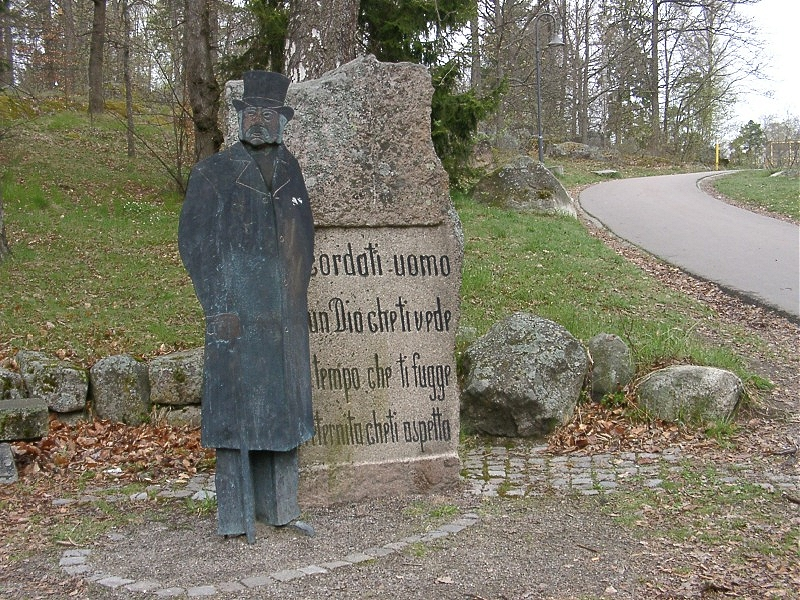
En staty av Sam Lidman vid en av hans inskriptioner på Djäkneberget i Västerås.

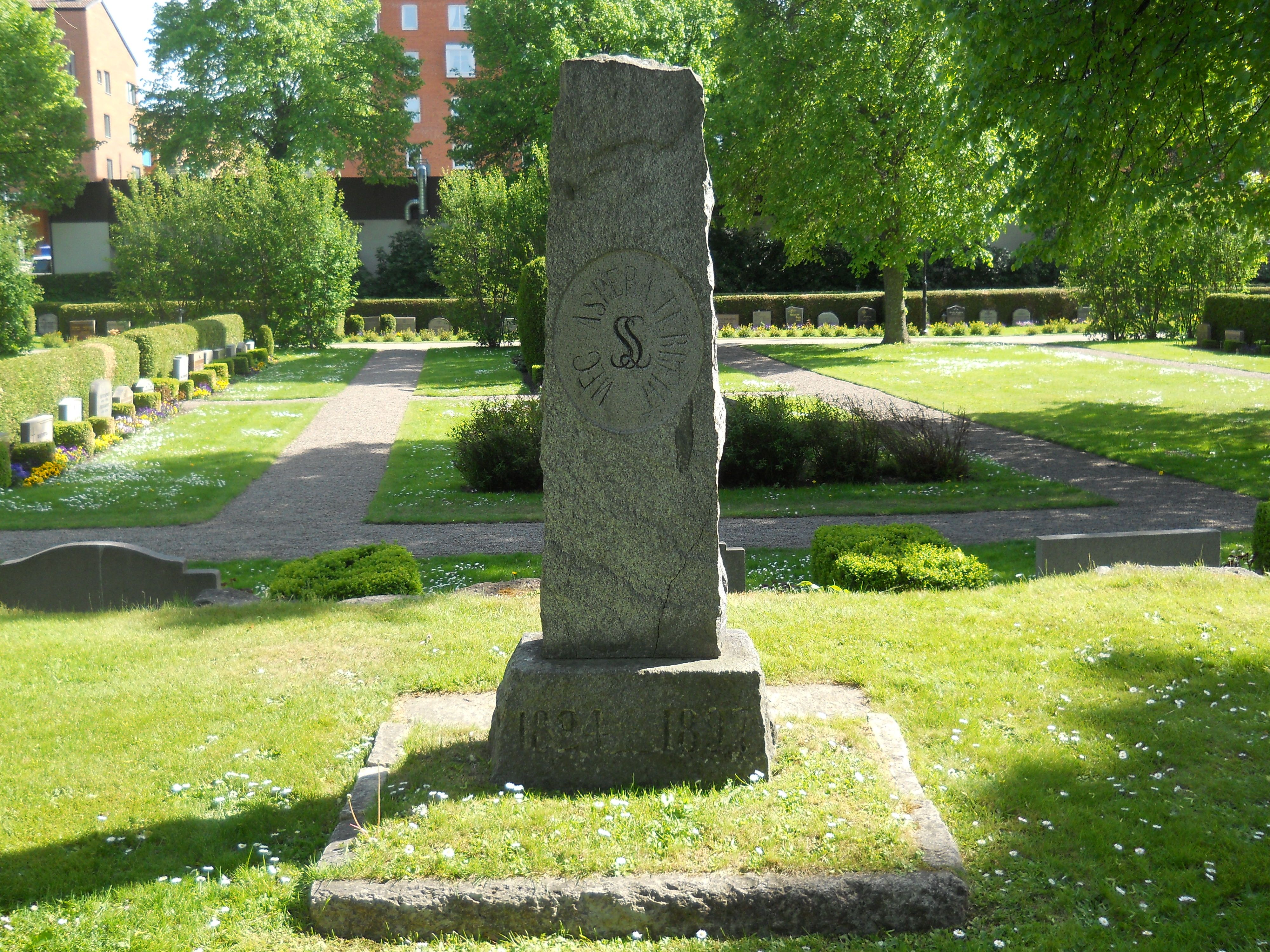
Sam Lidmans gravsten i den Lidmanska familjegraven i Linköping, med hannoveranska Guelferordens motto "Nec Aspera Terrent" inristat.

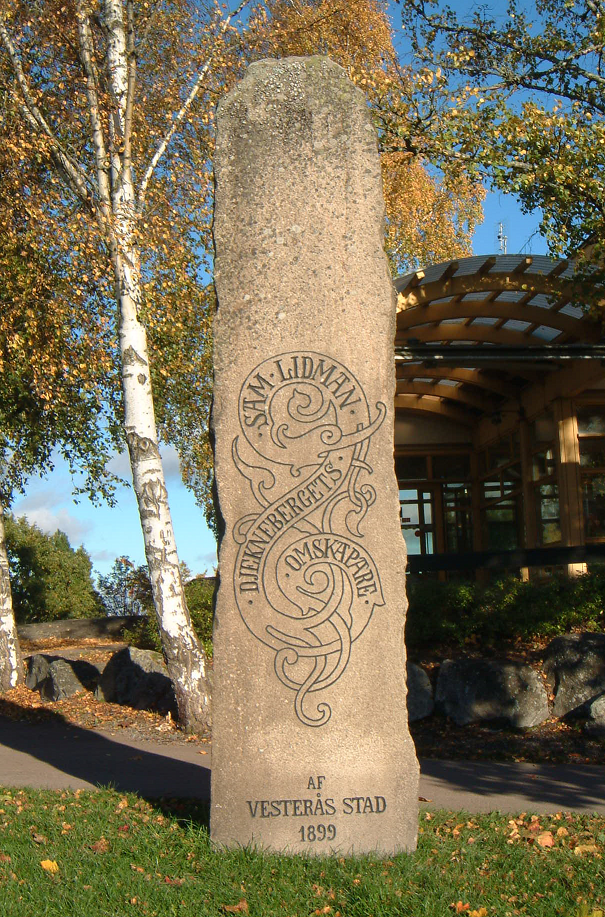
Minnessten på Djäkneberget över Sam Lidman

Peder Gustaf Samuel (Sam) Lidman, född 27 mars 1824 i Slaka församling, Linköping, död 22 september 1897 i Linköping, var en svensk militär, lärare och kommunalpolitiker. Han är mest känd för sin omdaning av Djäkneberget i Västerås där han bland annat lät hugga cirka 500 steninskriptioner.
Släkten på faderns sida var från Flisby socken i Småland. Lidman var son till domprosten Sven Lidman och farbror till författaren Sven Lidman.

## Militär karriär
Efter kadettexamen 1838 vid Krigsakademien på Karlberg tjänstgjorde Lidman vid Första livgrenadjärregementet. År 1844 blev han underlöjnant och 1849 löjtnant. Den 22 augusti 1850 fick han högerbenet krossat av en studsande granat vid en övning på Ladugårdsgärdet i Stockholm. Benet ersattes av ett träben med smidd knäled. År 1853 blev han befordrad till kapten och tjänstgjorde 1854–1860 som adjutant hos överståthållaren i Stockholm. År 1859 blev han riddare av belgiska Leopolds-orden och hannoveranska Guelferorden, vars motto "Nec Aspera Terrent" han även anammade som ett sorts personligt motto och lät inrista på sin gravsten.

## Tiden i Västerås
Efter att ha blivit förbigången vid utnämningen av generalkonsul i Rio de Janeiro år 1860 sökte han och fick ett vikariat som lektor i främmande levande språk i Västerås. Åren 1863–1867 arbetade han som gymnastiklärare vid Västerås Läroverk (nuvarande Rudbeckianska gymnasiet) och bildade där bland annat en musikkår. 
År 1863 utnämndes han till överbefälhavare vid Västerås frivilliga skarpskyttekår som hade bildats året innan. Den hade sin övningsplats på Djäkneberget som då var ödemark. Trots sitt träben kunde han personligen leda övningarna till häst. Lidman lät 1867 bygga Skarpskyttebron över Svartån i Västerås (numera Norra Ringvägen) med för ändamålet insamlade medel. 
Vid den här tiden påbörjades omdaningen av Djäkneberget. År 1868 hade han, enligt egen uppgift, låtit bryta och grusa omkring 1 800 famnars väg (cirka 3,2 km) och låtit plantera runt 1 100 parkträd på egen bekostnad. Då påbörjades hans omdaning av Djäkneberget till parkområde och det fortsatte, med ett antal avbrott, fram till 1895 att förse parken med inskriptioner. Totalt blev det cirka 500 steninskriptioner i olika storlekar.
Åren 1865–1868 satt han i stadsfullmäktige där han var ordförande i sundhetsnämnden. Det blev bara en period för Lidman, troligen bland annat på grund av hans häftiga temperament.
Sam Lidman är begravd på Gamla griftegården i Linköping.